# Laureus World Sports Awards

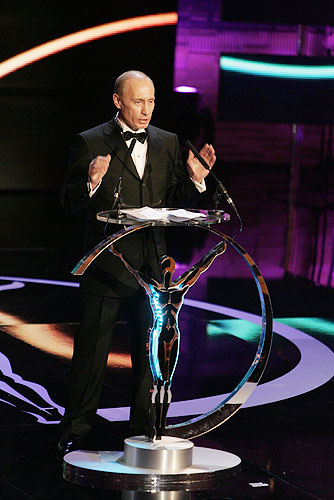
Władimir Putin podczas gali wręczenia nagród w 2008

Laureus World Sports Awards – corocznie przyznawane nagrody w dziedzinie sportu.
Nagrody wręczane są za osiągnięcia indywidualne lub zespołowe w roku kalendarzowym poprzedzającym galę. Pierwsze rozdanie nagród odbyło się w 2000 roku w Monako.

## Głosowanie
Zwycięzcy większości kategorii wybierani są przez członków Laureus World Sports Academy, którą tworzy ponad 60 legend światowego sportu. Jedynie o wyborze sportowego momentu roku decyduje głosowanie publiczne.

## Zwycięzcy według kategorii

### Sportowiec roku
| Rok  | Sportowiec         | Kraj              | Dyscyplina        |
| ---- | ------------------ | ----------------- | ----------------- |
| 2000 | Tiger Woods        | Stany Zjednoczone | Golf              |
| 2001 | Tiger Woods        | Stany Zjednoczone | Golf              |
| 2002 | Michael Schumacher | Niemcy            | Formuła 1         |
| 2003 | Lance Armstrong    | Stany Zjednoczone | Kolarstwo szosowe |
| 2004 | Michael Schumacher | Niemcy            | Formuła 1         |
| 2005 | Roger Federer      | Szwajcaria        | Tenis             |
| 2006 | Roger Federer      | Szwajcaria        | Tenis             |
| 2007 | Roger Federer      | Szwajcaria        | Tenis             |
| 2008 | Roger Federer      | Szwajcaria        | Tenis             |
| 2009 | Usain Bolt         | Jamajka           | Lekkoatletyka     |
| 2010 | Usain Bolt         | Jamajka           | Lekkoatletyka     |
| 2011 | Rafael Nadal       | Hiszpania         | Tenis             |
| 2012 | Novak Đoković      | Serbia            | Tenis             |
| 2013 | Usain Bolt         | Jamajka           | Lekkoatletyka     |
| 2014 | Sebastian Vettel   | Niemcy            | Formuła 1         |
| 2015 | Novak Đoković      | Serbia            | Tenis             |
| 2016 | Novak Đoković      | Serbia            | Tenis             |
| 2017 | Usain Bolt         | Jamajka           | Lekkoatletyka     |
| 2018 | Roger Federer      | Szwajcaria        | Tenis             |
| 2019 | Novak Đoković      | Serbia            | Tenis             |
| 2020 | Lewis Hamilton     | Wielka Brytania   | Formuła 1         |
| 2020 | Lionel Messi       | Argentyna         | Piłka nożna       |
| 2021 | Rafael Nadal       | Hiszpania         | Tenis             |
| 2022 | Max Verstappen     | Holandia          | Formuła 1         |
| 2023 | Lionel Messi       | Argentyna         | Piłka nożna       |
| 2024 | Novak Đoković      | Serbia            | Tenis             |
| 2025 | Armand Duplantis   | Szwecja           | Lekkoatletyka     |

### Sportsmenka roku
| Rok  | Sportsmenka             | Kraj              | Dyscyplina            |
| ---- | ----------------------- | ----------------- | --------------------- |
| 2000 | Marion Jones            | Stany Zjednoczone | Lekkoatletyka         |
| 2001 | Cathy Freeman           | Australia         | Lekkoatletyka         |
| 2002 | Jennifer Capriati       | Stany Zjednoczone | Tenis                 |
| 2003 | Serena Williams         | Stany Zjednoczone | Tenis                 |
| 2004 | Annika Sörenstam        | Szwecja           | Golf                  |
| 2005 | Kelly Holmes            | Wielka Brytania   | Lekkoatletyka         |
| 2006 | Janica Kostelić         | Chorwacja         | Narciarstwo alpejskie |
| 2007 | Jelena Isinbajewa       | Rosja             | Lekkoatletyka         |
| 2008 | Justine Henin           | Belgia            | Tenis                 |
| 2009 | Jelena Isinbajewa       | Rosja             | Lekkoatletyka         |
| 2010 | Serena Williams         | Stany Zjednoczone | Tenis                 |
| 2011 | Lindsey Vonn            | Stany Zjednoczone | Narciarstwo alpejskie |
| 2012 | Vivian Cheruiyot        | Kenia             | Lekkoatletyka         |
| 2013 | Jessica Ennis           | Wielka Brytania   | Lekkoatletyka         |
| 2014 | Missy Franklin          | Stany Zjednoczone | Pływanie              |
| 2015 | Genzebe Dibaba          | Etiopia           | Lekkoatletyka         |
| 2016 | Serena Williams         | Stany Zjednoczone | Tenis                 |
| 2017 | Simone Biles            | Stany Zjednoczone | Gimnastyka            |
| 2018 | Serena Williams         | Stany Zjednoczone | Tenis                 |
| 2019 | Simone Biles            | Stany Zjednoczone | Gimnastyka            |
| 2020 | Simone Biles            | Stany Zjednoczone | Gimnastyka            |
| 2021 | Naomi Ōsaka             | Japonia           | Tenis                 |
| 2022 | Elaine Thompson-Herah   | Jamajka           | Lekkoatletyka         |
| 2023 | Shelly-Ann Fraser-Pryce | Jamajka           | Lekkoatletyka         |
| 2024 | Aitana Bonmatí          | Hiszpania         | Piłka nożna           |
| 2025 | Simone Biles            | Stany Zjednoczone | Gimnastyka            |

### Drużyna roku
| Rok  | Drużyna                                                 | Kraj              | Dyscyplina           |
| ---- | ------------------------------------------------------- | ----------------- | -------------------- |
| 2000 | Manchester United F.C.                                  | Anglia            | Piłka nożna          |
| 2001 | Reprezentacja Francji w piłce nożnej mężczyzn           | Francja           | Piłka nożna          |
| 2002 | Reprezentacja Australii w krykiecie mężczyzn            | Australia         | Krykiet              |
| 2003 | Reprezentacja Brazylii w piłce nożnej mężczyzn          | Brazylia          | Piłka nożna          |
| 2004 | Reprezentacja Anglii w rugby union mężczyzn             | Anglia            | Rugby union          |
| 2005 | Reprezentacja Grecji w piłce nożnej mężczyzn            | Grecja            | Piłka nożna          |
| 2006 | Renault F1                                              | Francja           | Formuła 1            |
| 2007 | Reprezentacja Włoch w piłce nożnej mężczyzn             | Włochy            | Piłka nożna          |
| 2008 | Reprezentacja Południowej Afryki w rugby union mężczyzn | Południowa Afryka | Rugby union          |
| 2009 | Reprezentacja Chin na Igrzyskach Olimpijskich           | Chiny             | Igrzyska olimpijskie |
| 2010 | Brawn GP                                                | Wielka Brytania   | Formuła 1            |
| 2011 | Reprezentacja Hiszpanii w piłce nożnej mężczyzn         | Hiszpania         | Piłka nożna          |
| 2012 | FC Barcelona                                            | Hiszpania         | Piłka nożna          |
| 2013 | Reprezentacja Europy w Ryder Cup                        | Europa            | Golf                 |
| 2014 | Bayern Monachium                                        | Niemcy            | Piłka nożna          |
| 2015 | Reprezentacja Niemiec w piłce nożnej mężczyzn           | Niemcy            | Piłka nożna          |
| 2016 | Reprezentacja Nowej Zelandii w rugby union mężczyzn     | Nowa Zelandia     | Rugby union          |
| 2017 | Chicago Cubs                                            | Stany Zjednoczone | Baseball             |
| 2018 | Mercedes AMG Petronas F1 Team                           | Niemcy            | Formuła 1            |
| 2019 | Reprezentacja Francji w piłce nożnej mężczyzn           | Francja           | Piłka nożna          |
| 2020 | Reprezentacja Południowej Afryki w rugby union mężczyzn | Południowa Afryka | Rugby union          |
| 2021 | Bayern Monachium                                        | Niemcy            | Piłka nożna          |
| 2022 | Reprezentacja Włoch w piłce nożnej mężczyzn             | Włochy            | Piłka nożna          |
| 2023 | Reprezentacja Argentyny w piłce nożnej mężczyzn         | Argentyna         | Piłka nożna          |
| 2024 | Reprezentacja Hiszpanii w piłce nożnej kobiet           | Hiszpania         | Piłka nożna          |
| 2025 | Real Madryt                                             | Hiszpania         | Piłka nożna          |

### Powrót roku
| Rok  | Sportowiec        | Kraj              | Dyscyplina            |
| ---- | ----------------- | ----------------- | --------------------- |
| 2000 | Lance Armstrong   | Stany Zjednoczone | Kolarstwo szosowe     |
| 2001 | Jennifer Capriati | Stany Zjednoczone | Tenis                 |
| 2002 | Goran Ivanišević  | Chorwacja         | Tenis                 |
| 2003 | Ronaldo           | Brazylia          | Piłka nożna           |
| 2004 | Hermann Maier     | Austria           | Narciarstwo alpejskie |
| 2005 | Alex Zanardi      | Włochy            | Sport motorowy        |
| 2006 | Martina Hingis    | Szwajcaria        | Tenis                 |
| 2007 | Serena Williams   | Stany Zjednoczone | Tenis                 |
| 2008 | Paula Radcliffe   | Wielka Brytania   | Lekkoatletyka         |
| 2009 | Witalij Kłyczko   | Ukraina           | Boks                  |
| 2010 | Kim Clijsters     | Belgia            | Tenis                 |
| 2011 | Valentino Rossi   | Włochy            | Sport motocyklowy     |
| 2012 | Darren Clarke     | Wielka Brytania   | Golf                  |
| 2013 | Félix Sánchez     | Dominikana        | Lekkoatletyka         |
| 2014 | Rafael Nadal      | Hiszpania         | Tenis                 |
| 2015 | Schalk Burger     | Południowa Afryka | Rugby                 |
| 2016 | Dan Carter        | Nowa Zelandia     | Rugby                 |
| 2017 | Michael Phelps    | Stany Zjednoczone | pływanie              |
| 2018 | Roger Federer     | Szwajcaria        | Tenis                 |
| 2019 | Tiger Woods       | Stany Zjednoczone | Golf                  |
| 2020 | Sophia Flörsch    | Niemcy            | Sport samochodowy     |
| 2021 | Maxence Parrot    | Kanada            | Snowboarding          |
| 2022 | Sky Brown         | Japonia           | Skateboarding         |
| 2023 | Christian Eriksen | Dania             | Piłka nożna           |
| 2024 | Simone Biles      | Stany Zjednoczone | Gimnastyka            |
| 2025 | Rebeca Andrade    | Brazylia          | Gimnastyka            |

### Przełom roku
| Rok  | Sportowiec         | Kraj              | Dyscyplina         |
| ---- | ------------------ | ----------------- | ------------------ |
| 2000 | Sergio García      | Hiszpania         | Golf               |
| 2001 | Marat Safin        | Rosja             | Tenis              |
| 2002 | Juan Pablo Montoya | Kolumbia          | Formuła 1          |
| 2003 | Yao Ming           | Chiny             | Koszykówka         |
| 2004 | Michelle Wie       | Stany Zjednoczone | Golf               |
| 2005 | Liu Xiang          | Chiny             | Lekkoatletyka      |
| 2006 | Rafael Nadal       | Hiszpania         | Tenis              |
| 2007 | Amélie Mauresmo    | Francja           | Tenis              |
| 2008 | Lewis Hamilton     | Wielka Brytania   | Formuła 1          |
| 2009 | Rebecca Adlington  | Wielka Brytania   | Pływanie           |
| 2010 | Jenson Button      | Wielka Brytania   | Formuła 1          |
| 2011 | Martin Kaymer      | Niemcy            | Golf               |
| 2012 | Rory McIlroy       | Wielka Brytania   | Golf               |
| 2013 | Andy Murray        | Wielka Brytania   | Tenis              |
| 2014 | Marc Márquez       | Hiszpania         | Sport motocyklowy  |
| 2015 | Daniel Ricciardo   | Australia         | Formuła 1          |
| 2016 | Jordan Spieth      | Stany Zjednoczone | Golf               |
| 2017 | Nico Rosberg       | Niemcy            | Formuła 1          |
| 2018 | Sergio García      | Hiszpania         | Golf               |
| 2019 | Naomi Ōsaka        | Japonia           | Tenis              |
| 2020 | Egan Bernal        | Kolumbia          | Kolarstwo szosowe  |
| 2021 | Patrick Mahomes    | Stany Zjednoczone | Futbol amerykański |
| 2022 | Emma Raducanu      | Wielka Brytania   | Tenis              |
| 2023 | Carlos Alcaraz     | Hiszpania         | Tenis              |
| 2024 | Jude Bellingham    | Wielka Brytania   | Piłka nożna        |
| 2025 | Lamine Yamal       | Hiszpania         | Piłka nożna        |

### Ekstremalny sportowiec roku
| Rok  | Sportowiec        | Kraj              | Dyscyplina          |
| ---- | ----------------- | ----------------- | ------------------- |
| 2000 | Shaun Palmer      | Stany Zjednoczone | Snowboarding        |
| 2001 | Mike Horn         | Południowa Afryka | Eksploracja         |
| 2002 | Bob Burnquist     | Brazylia          | Skateboarding       |
| 2003 | Dean Potter       | Stany Zjednoczone | Wspinaczka          |
| 2004 | Layne Beachley    | Australia         | Surfing             |
| 2005 | Ellen MacArthur   | Wielka Brytania   | Żeglarstwo          |
| 2006 | Angelo d'Arrigo   | Włochy            | Lotniarstwo         |
| 2007 | Kelly Slater      | Stany Zjednoczone | Surfing             |
| 2008 | Shaun White       | Stany Zjednoczone | Wiele sportów       |
| 2009 | Kelly Slater      | Stany Zjednoczone | Surfing             |
| 2010 | Stephanie Gilmore | Australia         | Surfing             |
| 2011 | Kelly Slater      | Stany Zjednoczone | Surfing             |
| 2012 | Kelly Slater      | Stany Zjednoczone | Surfing             |
| 2013 | Felix Baumgartner | Austria           | Przygoda            |
| 2014 | Jamie Bestwick    | Wielka Brytania   | BMX                 |
| 2015 | Alan Eustace      | Stany Zjednoczone | Skydiving           |
| 2016 | Jan Frodeno       | Niemcy            | Ironman Triathlon   |
| 2017 | Rachel Atherton   | Wielka Brytania   | Kolarstwo górskie   |
| 2018 | Armel Le Cléac'h  | Francja           | Żeglarstwo          |
| 2019 | Chloe Kim         | Stany Zjednoczone | Snowboarding        |
| 2020 | Chloe Kim         | Stany Zjednoczone | Snowboarding        |
| 2022 | Bethany Shriever  | Wielka Brytania   | BMX                 |
| 2023 | Eileen Gu         | Chiny             | Narciarstwo dowolne |
| 2024 | Arisa Trew        | Australia         | Skateboarding       |
| 2025 | Tom Pidcock       | Wielka Brytania   | Kolarstwo górskie   |

### Niepełnosprawny sportowiec roku
| Rok  | Sportowiec          | Kraj              | Dyscyplina                  |
| ---- | ------------------- | ----------------- | --------------------------- |
| 2000 | Louise Sauvage      | Australia         | Lekkoatletyka               |
| 2001 | Vinny Lauwers       | Australia         | Żeglarstwo                  |
| 2002 | Esther Vergeer      | Holandia          | Tenis na wózkach            |
| 2003 | Michael Milton      | Australia         | Narciarstwo alpejskie       |
| 2004 | Earle Connor        | Kanada            | Lekkoatletyka               |
| 2005 | Chantal Petitclerc  | Kanada            | Lekkoatletyka               |
| 2006 | Ernst van Dyk       | Południowa Afryka | Lekkoatletyka               |
| 2007 | Martin Braxenthaler | Niemcy            | Narciarstwo alpejskie       |
| 2008 | Esther Vergeer      | Holandia          | Tenis na wózkach            |
| 2009 | Daniel Dias         | Brazylia          | Pływanie                    |
| 2010 | Natalie du Toit     | Południowa Afryka | Pływanie                    |
| 2011 | Verena Bentele      | Niemcy            | Biathlon, Biegi narciarskie |
| 2012 | Oscar Pistorius     | Południowa Afryka | Lekkoatletyka               |
| 2013 | Daniel Dias         | Brazylia          | Pływanie                    |
| 2014 | Marie Bochet        | Francja           | Narciarstwo alpejskie       |
| 2015 | Tatyana McFadden    | Stany Zjednoczone | Wyścigi na wózkach          |
| 2016 | Daniel Dias         | Brazylia          | Pływanie                    |
| 2017 | Beatrice Vio        | Włochy            | Szermierka na wózkach       |
| 2018 | Marcel Hug          | Szwajcaria        | Wyścigi na wózkach          |
| 2019 | Henrieta Farkašová  | Słowacja          | Narciarstwo alpejskie       |
| 2020 | Oksana Masters      | Stany Zjednoczone | Biegi narciarskie           |
| 2022 | Marcel Hug          | Szwajcaria        | Wyścigi na wózkach          |
| 2023 | Catherine Debrunner | Szwajcaria        | Wyścigi na wózkach          |
| 2024 | Diede de Groot      | Holandia          | Tenis na wózkach            |
| 2025 | Jiang Yuyan         | Chiny             | Pływanie                    |

### Nagroda za całokształt kariery
| Rok  | Sportowiec          | Kraj              | Dyscyplina         |
| ---- | ------------------- | ----------------- | ------------------ |
| 2000 | Pelé                | Brazylia          | Piłka nożna        |
| 2001 | Steve Redgrave      | Wielka Brytania   | Wioślarstwo        |
| 2002 | Peter Blake         | Nowa Zelandia     | Żeglarstwo         |
| 2003 | Gary Player         | Południowa Afryka | Golf               |
| 2004 | Arne Naess          | Norwegia          | Alpinizm           |
| 2006 | Johan Cruijff       | Holandia          | Piłka nożna        |
| 2007 | Franz Beckenbauer   | Niemcy            | Piłka nożna        |
| 2008 | Serhij Bubka        | Ukraina           | Lekkoatletyka      |
| 2010 | Nawal El Moutawakel | Maroko            | Lekkoatletyka      |
| 2011 | Zinédine Zidane     | Francja           | Piłka nożna        |
| 2012 | Bobby Charlton      | Anglia            | Piłka nożna        |
| 2013 | Sebastian Coe       | Wielka Brytania   | Lekkoatletyka      |
| 2016 | Niki Lauda          | Austria           | Formuła 1          |
| 2018 | Edwin Moses         | Stany Zjednoczone | Lekkoatletyka      |
| 2019 | Arsène Wenger       | Francja           | Piłka nożna        |
| 2020 | Dirk Nowitzki       | Niemcy            | Koszykówka         |
| 2021 | Billie Jean King    | Stany Zjednoczone | Tenis              |
| 2022 | Tom Brady           | Stany Zjednoczone | Futbol amerykański |

### Sport For Good Award
| Rok  | Laureat                                              | Kraj                                         |
| ---- | ---------------------------------------------------- | -------------------------------------------- |
| 2000 | Eunice Kennedy Shriver                               | Stany Zjednoczone                            |
| 2001 | Kipchoge Keino                                       | Kenia                                        |
| 2004 | Reprezentacja Indii i Pakistanu w krykiecie mężczyzn | Indie Pakistan                               |
| 2004 | Mathare Association                                  | Kenia                                        |
| 2005 | Gerry Storey                                         | Wielka Brytania                              |
| 2006 | Jürgen Griesbeck                                     | Niemcy                                       |
| 2007 | Luke Dowdney                                         | Wielka Brytania                              |
| 2008 | Brendan i Sean Tuohy                                 | Stany Zjednoczone                            |
| 2010 | Dikembe Mutombo                                      | Demokratyczna Republika Konga                |
| 2011 | May El-Khalil                                        | Liban                                        |
| 2012 | Raí                                                  | Brazylia                                     |
| 2014 | Magic Bus                                            | Indie                                        |
| 2015 | Skateistan                                           | Afganistan                                   |
| 2016 | Moving the Goalposts                                 | Kenia                                        |
| 2017 | Waves for Change                                     | Południowa Afryka                            |
| 2018 | Active Communities Network                           | Wielka Brytania, Irlandia, Południowa Afryka |
| 2019 | Yuwa                                                 | Indie                                        |
| 2020 | South Bronx United                                   | Stany Zjednoczone                            |
| 2021 | Kickformore by Kickfair                              |                                              |
| 2022 | Lost Boyz Inc.                                       | Stany Zjednoczone                            |
| 2023 | TeamUp                                               |                                              |
| 2024 | Fundación Rafa Nadal                                 | Stany Zjednoczone                            |
| 2025 | Kick4Life                                            | Lesotho                                      |

### Nagroda za ducha sportu
| Rok  | Zwycięzca                                      | Kraj              |
| ---- | ---------------------------------------------- | ----------------- |
| 2005 | Boston Red Sox                                 | Stany Zjednoczone |
| 2006 | Valentino Rossi                                | Włochy            |
| 2007 | FC Barcelona                                   | Hiszpania         |
| 2008 | Dick Pound                                     | Kanada            |
| 2011 | Reprezentacja Europy w Ryder Cup               | Europa            |
| 2014 | Reprezentacja Afganistanu w krykiecie mężczyzn | Afganistan        |
| 2015 | Yao Ming                                       | Chiny             |
| 2016 | Johan Cruijff                                  | Holandia          |
| 2017 | Leicester City F.C.                            | Anglia            |
| 2019 | Lindsey Vonn                                   | Stany Zjednoczone |

### Wyjątkowe osiągnięcie
| Rok  | Zwycięzca                                     | Kraj              | Dyscyplina    |
| ---- | --------------------------------------------- | ----------------- | ------------- |
| 2013 | Michael Phelps                                | Stany Zjednoczone | Pływanie      |
| 2015 | Li Na                                         | Chiny             | Tenis         |
| 2018 | Francesco Totti                               | Włochy            | Piłka nożna   |
| 2019 | Eliud Kipchoge                                | Kenia             | Lekkoatletyka |
| 2020 | Reprezentacja Hiszpanii w koszykówce mężczyzn | Hiszpania         | Koszykówka    |
| 2022 | Robert Lewandowski                            | Polska            | Piłka nożna   |

### Sportowy moment roku
| Rok  | Zwycięzca        | Kraj              |
| ---- | ---------------- | ----------------- |
| 2017 | FC Barcelona U12 | Hiszpania         |
| 2018 | Chapecoense      | Brazylia          |
| 2019 | Xia Boyu         | Chiny             |
| 2020 | Sachin Tendulkar | Indie             |
| 2021 | Chris Nikic      | Stany Zjednoczone |

### Sportowa inspiracja roku
| Rok  | Zwycięzca                                                                  | Kraj                             |
| ---- | -------------------------------------------------------------------------- | -------------------------------- |
| 2017 | Olimpijska reprezentacja uchodźców na Letnich Igrzyskach Olimpijskich 2016 | Niezależni uczestnicy olimpijscy |
| 2018 | J. J. Watt                                                                 | Stany Zjednoczone                |
| 2021 | Mohamed Salah                                                              | Egipt                            |

### Rzecznik sportowców roku
| Rok  | Zwycięzca                           | Kraj            |
| ---- | ----------------------------------- | --------------- |
| 2021 | Lewis Hamilton                      | Wielka Brytania |
| 2022 | Gerald Asamoah and the Black Eagles | Niemcy          |